# Ministerio de Economía Nacional (Colombia)
El Ministerio de Economía Nacional fue un antiguo ministerio ejecutivo nacional de Colombia, encargado del comercio e industria del país.

## Historia
El Ministerio surgió en agosto de 1938 producto de la fusión del Ministerio de Industrias y Trabajo y el Ministerio de Agricultura y Comercio. La ley 96 fue sancionada el 6 de agosto de 1938, en vísperas del final del Gobierno de Alfonso López Pumarejo y del inicio del gobierno de Eduardo Santos Montejo, y el 7 de agosto se posesionó el primer ministro de la nueva cartera. Esta fusión significó la pérdida de representatividad en el gobierno los temas agrícolas y ganaderos, quedando los organismos que hacían su manejo convertidos en departamentos.
Cabe señalar que el nuevo ministerio no adquirió todas las funciones del Ministerio de Industrias y Trabajo, pues algunas pasaron a ser del recién creado Ministerio del Trabajo, Higiene y Previsión Social.
Debido a la pérdida de importancia de la agricultura en el Gobierno, en 1946 la Sociedad de Agricultores de Colombia (SAC) realizó el 5.° Congreso Nacional Agrario, donde demostraron la fortaleza del sector, y, como consecuencia, el 5 de septiembre de 1947 un grupo de congresistas socios de la SAC presentó un proyecto de ley en la Cámara de Representantes para dividir en dos el Ministerio de Economía Nacional: En el Ministerio de Comercio e Industria y el Ministerio de Agricultura y Ganadería.
El proyecto fue aprobado en el Congreso Nacional mediante la Ley 75 del 24 de diciembre de 1947, que le otorgó las facultades necesarias al presidente Mariano Ospina Pérez hasta el 19 de julio de 1948, para dividir el Ministerio. La división se efectuó el 21 de marzo de 1948, cuando se nombraron y posesionaron los ministros de las nuevas carteras.

## Listado de Ministros
La siguiente es la lista de ministros que ocuparon la titularidad de la cartera:
| N.° | Ministros                    | Inicio                  | Final                   | Presidente             | Ref.  |
| --- | ---------------------------- | ----------------------- | ----------------------- | ---------------------- | ----- |
| 15° | Guillermo Salamanca          | 14 de enero de 1948     | 21 de marzo de 1948     | Mariano Ospina Pérez   | [ 3 ] |
| 14° | Moisés Prieto                | 23 de abril de 1947     | 14 de enero de 1948     | Mariano Ospina Pérez   | [ 3 ] |
| 13° | Roberto Marulanda Botero     | 11 de diciembre de 1946 | 23 de abril de 1947     | Mariano Ospina Pérez   | [ 3 ] |
| 12° | Antonio María Pradilla Pinto | 7 de agosto de 1946     | 11 de diciembre de 1946 | Mariano Ospina Pérez   | [ 3 ] |
| 11° | José Luis López              | 9 de septiembre de 1945 | 7 de agosto de 1946     | Alberto Lleras Camargo | [ 4 ] |
| 10° | Luis Tamayo Álvarez          | 7 de agosto de 1945     | 9 de septiembre de 1945 | Alberto Lleras Camargo | [ 4 ] |
| 10° | Luis Tamayo Álvarez          | 9 de abril de 1945      | 7 de agosto de 1945     | Alfonso López Pumarejo | [ 5 ] |
| 9°  | Carlos Sanz de Santamaría    | 16 de mayo de 1944      | 9 de abril de 1945      | Alfonso López Pumarejo | [ 5 ] |
| 9°  | Carlos Sanz de Santamaría    | 6 de marzo de 1944      | 16 de mayo de 1944      | Darío Echandía Olaya   | [ 6 ] |
| 8°  | Moisés Prieto                | 19 de noviembre de 1943 | 6 de marzo de 1944      | Darío Echandía Olaya   | [ 6 ] |
| 8°  | Moisés Prieto                | 8 de octubre de 1943    | 19 de noviembre de 1943 | Alfonso López Pumarejo | [ 7 ] |
| 7°  | César García Álvarez         | 23 de agosto de 1943    | 8 de octubre de 1943    | Alfonso López Pumarejo | [ 7 ] |
| 6°  | Santiago Rivas Camacho       | 7 de agosto de 1942     | 23 de agosto de 1943    | Alfonso López Pumarejo | [ 7 ] |
| 5°  | Marco Aurelio Arango Arango  | 21 de octubre de 1941   | 7 de agosto de 1942     | Eduardo Santos Montejo | [ 8 ] |
| 4°  | Gonzalo Restrepo Gutiérrez   | 26 de agosto de 1941    | 21 de octubre de 1941   | Eduardo Santos Montejo | [ 8 ] |
| 3°  | Mariano Roldán Uribe         | 10 de marzo de 1941     | 26 de agosto de 1941    | Eduardo Santos Montejo | [ 8 ] |
| 2°  | Miguel López Pumarejo        | 18 de mayo de 1940      | 10 de marzo de 1941     | Eduardo Santos Montejo | [ 8 ] |
| 1°  | Jorge Gartner de la Cuesta   | 7 de agosto de 1938     | 18 de mayo de 1940      | Eduardo Santos Montejo | [ 8 ] |

### Ministros encargados
| Nombre              | Fecha de designación    | Presidente           | Ref.  |
| ------------------- | ----------------------- | -------------------- | ----- |
| Luis Tamayo Álvarez | 28 de diciembre de 1946 | Mariano Ospina Pérez | [ 3 ] |